# Lista posturilor de radio în limba română desființate
Aceasta este o listă a posturilor de radio în limba română care au fost desființate de-a lungul timpului.
Lista este incompletă și în continuă actualizare. Vă rugăm să o completați sau să o corectați în cazul în care este necesar.

## Lista
- Programul I - actualul Radio România Actualități (denumirea între anii 1928–1990)
- Programul II - actualul Radio România Cultural (denumirea între anii 1952–1990)
- Programul III - actualul Radio România 3net „Florian Pittiș” (denumirea între anii 1963–1990)
- Radio România Tineret - actualul Radio România 3net „Florian Pittiș” (denumirea între anii 1990–2004)
- Radio 3net „Florian Pittiș” - actualul Radio România 3net „Florian Pittiș” (denumirea între anii 2004–2011)
- Radio Antena Satelor - actualul Radio România Antena Satelor (denumirea între anii 1991–2008)
- Radio Moldova - actualul Radio România Iași (denumirea între anii 1941–1944)
- BBC România
- Deutsche Welle România
- Radio Contact - actualul Kiss FM (denumirea între anii 1990–2003)
- Uni-Fun Radio - actualul Magic FM (denumirea între anii 1990–1991)
- Unifan Radio - actualul Magic FM (denumirea între anii 1991–1992)
- Uniplus Radio - actualul Magic FM (denumirea între anii 1992–2000)
- Radio Star - actualul Magic FM (denumirea între anii 2000–2006)
- Radio Tinerama - actualul Rock FM (denumirea între anii 1994–2001)
- Mix FM - actualul Rock FM (denumirea între anii 2001–2007)
- OneFM - actualul Rock FM (denumirea între anii 2007–2010)
- Metropol FM - actualul Radio ZU (denumirea între anii 2006–2007)
- News FM - actualul Radio ZU (denumirea între anii 2007–2008)
- Antena 1 FM - actualul Romantic FM (denumirea între anii 1993–1994)
- Radio Romantic - actualul Romantic FM (denumirea între anii 1994–????)
- Pro FM 80s
- Pro FM 90s
- Pro FM AC/DC
- Pro FM Alternative
- Pro FM Black
- Pro FM Bon Jovi
- Pro FM Chill Out
- Pro FM Classic
- Pro FM Classic Rock
- Pro FM Country
- Pro FM Depeche Mode
- Pro FM Divertiland
- Pro FM Facebook Hits
- Pro FM Gold
- Pro FM Guns N'Roses
- Pro FM Hip Hop Gold
- Pro FM Hot
- Pro FM House
- Pro FM Jazz
- Pro FM Kids
- Pro FM Lady Gaga
- Pro FM Lala Radio
- Pro FM Latino
- Pro FM Love
- Pro FM Michael Jackson
- Pro FM Number One Hits
- Pro FM Oldies
- Pro FM On The Beach
- Pro FM Reggae
- Pro FM Rhythm and Blues
- Pro FM RO
- Pro FM Rock
- Pro FM Shakira
- Pro FM Sofa
- Pro FM Soft Rock
- Pro FM Șlagăr
- Pro FM Xmas
- InfoPro - actualul Digi FM (denumirea între anii 2004–2009)
- Radio InfoPro - actualul Digi FM (denumirea între anii 2009–2010)
- Pro FM Campus - actualul Digi 24 FM (denumirea între anii 2007–2011)
- Music FM - actualul Digi 24 FM (denumirea între anii 2011–2018)
- Chill FM - actualul Digi 24 FM (denumirea între anii 2018–2021)
- Pro FM Dance - actualul Dance FM (denumirea între anii 2007–2011)
- Radio XXI - actualul Virgin Radio România (denumirea între anii 1993–2003)
- Radio 21 - actualul Virgin Radio România (denumirea între anii 2003–2017)
- Radio Deea - actualul One World Radio (denumirea între anii 1997–2008)
- Vibe FM - actualul One World Radio (denumirea între anii 2008–2021)
- Radio Total - actualul Gold FM (denumirea între anii 1993–2008)
- Smart FM - actualul Smart Radio (denumirea între anii 2007–2019)
- 100% FM - actualul Sport Total FM (denumirea în anul 2011)
- City FM - actualul Click FM (denumirea între anii 2004–2011)
- Click FM
- Radio Buzău - actualul Focus FM
- Nord-Est FM - actualul Roman FM
- Connect FM
- Radio Kit
- Mamaia FM
- Radio Neptun
- Radio Vox T
- Radio 1 Alexandria
- Radio 1 Tecuci
- Tex FM
- Ardeleanul FM
- Radio Prompt
- Radio Semnal